# Turdoides sharpei
La turdoide de Sharpe (Turdoides sharpei) es una especie de ave paseriforme de la familia Leiothrichidae endémica de la región de los Grandes Lagos. Anteriormente se consideraba conespecífico del turdoide enmascarado (Turdoides melanops) del África austral.

## Descripción

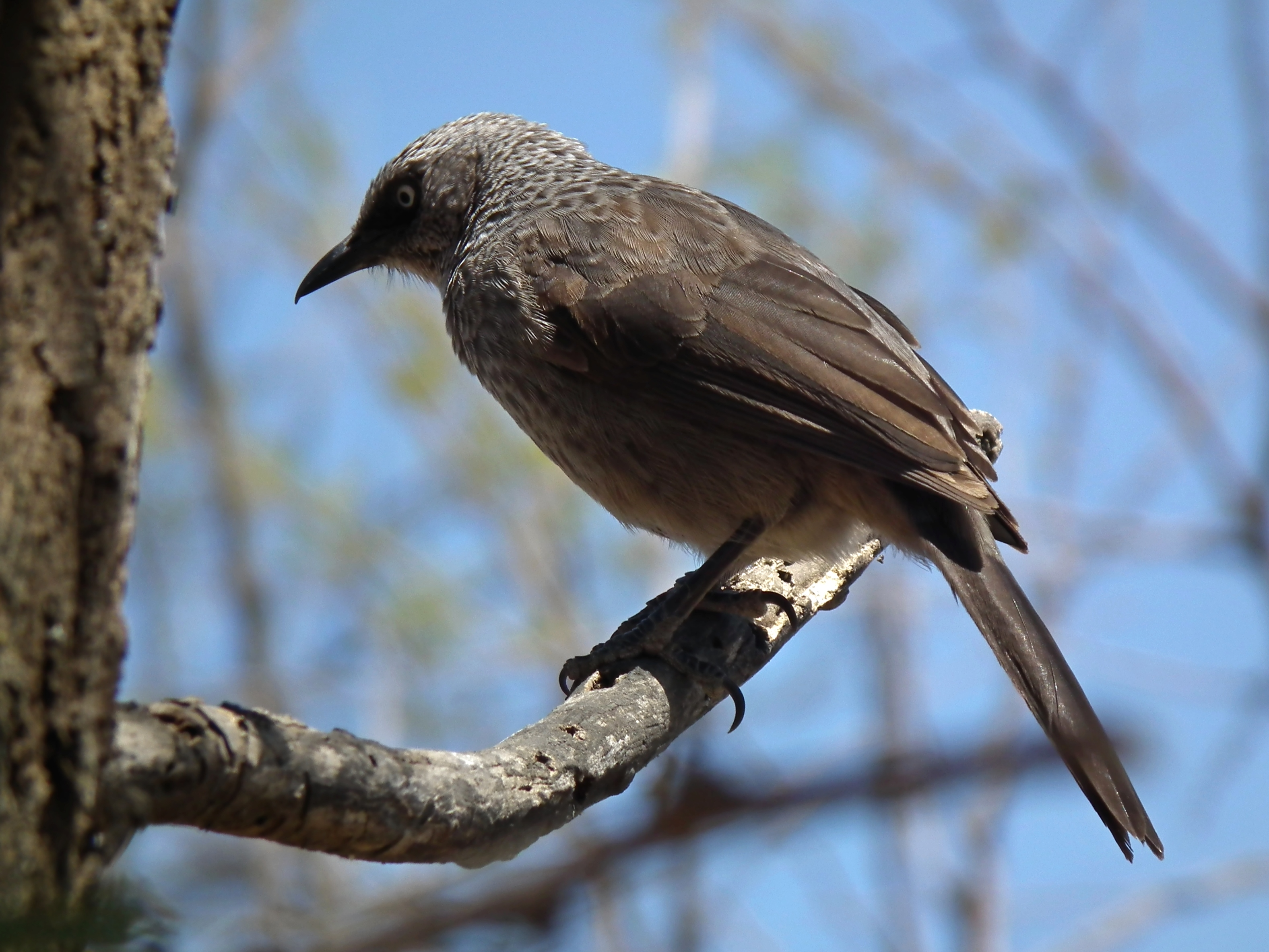
Ejemplar en Tanzania.

Su plumaje es principalmente de color pardo grisáceo, con las plumas de la cabeza y las partes inferiores cn los bordes blanquecinos, lo que le da un aspecto moteado, que varía según la localización y los individuos. La población cercana a Nanyuki, Kenia, es más oscura pero puede tener la barbilla y la garganta completamente blancas. La combinación de ojos de iris blanco o amarillo claro y lorum negro diferencia a los adultos de esta especie del resto de turdoides similares excepto T. melanops, aunque todos los juveniles tienen los ojos marrones.
Las aves solitarias emiten notas simples o dobles de tipo waaach o kurr-ack, mientras que las parejas y grupos emiten notas más largas en coro. Su tempo a menudo es más lento que el del resto de turdoides. Emiten más llamadas por la mañana tembraon y al atardecer.

## Distribución y hábitat
Se encuentra en la región de los Grandes Lagos de África, distribuido por el suroeste de Kenia, Tanzania, Uganda, Burundi, Ruanda, y la zona adyacene de la República Democrática del Congo.

## Comportamiento
Son pájaros gregarios, activos y ruidosos, and "typical gregarious babblers". Como el resto de congéneres de Turdoides, suele encontrarse en el suelo o cerca de él, entre vegetación densa, incluidas las zonas de cultivo. Suelen alimentarse entre los matorrales y la hierba alta. 